# Манча
Манча (біл. вёска Манча) — село в складі Березинського району Мінської області, Білорусь. Село підпорядковане Дмитровицькій сільській раді, розташоване в східній частині області.